# 超級機器人大戰OG ORIGINAL GENERATIONS
《超級機器人大戰OG ORIGINAL GENERATIONS》是日本遊戲商萬普在2007年所發行的PlayStation 2機型專用戰略角色扮演遊戲，GBA遊戲《超級機器人大戰ORIGINAL GENERATION》和《超級機器人大戰ORIGINAL GENERATION2》的重製版。簡稱「機戰OGS」、「OGS」、「PS2版OG」。

## 概要
本作起源最早可追溯至Compati Hero系列中首次登場的原創機器人。其後於遊戲「超級機器人大戰系列」中，先後推出魔裝機神、以及主角專用原創機體，均受到好評，因此便取出該系列和其相關作品中的原創角色們，單獨組成ORIGINAL GENERATION系列。
本作是OG系列第三款作品，前作GBA遊戲《超級機器人大戰ORIGINAL GENERATION》（下文簡稱《OG》）和《超級機器人大戰ORIGINAL GENERATION2》（下文簡稱《OG2》）的PlayStation 2用重製版，也是第一款發表在家用遊戲主機的OG作品。
因為在相對GBA來說大容量的PS2上發表，所以搭載了角色語音，並使用在《超級機器人大戰MX》上嘗試過的，縮減或透明化對話框達成全畫面演出的戰鬥動畫，還追加許多《OG》和《OG2》上沒登場的新機體與人物。
故事大致分成描寫「DC戰爭」和「L5戰役」的第一部（《OG》）和講「監察官事件」與「影鏡叛亂」的第二部（《OG2》），其中OG2的部分有追加新劇情。《OG2》部分破關後，能遊玩接續《OG2》結局的「OG2.5」。OG2.5是OVA版動畫《超級機器人大戰ORIGINAL GENERATION THE ANIMATION》追加新劇情的作品，但OG2.5本身的故事並沒有完結，在之後發售的PS2用遊戲《超級機器人大戰OG外傳》上收錄了它的完整版。
劇情長度合計達到104話，超越《超級機器人大戰IMPACT》的101話，為超級機器人大戰系列目前話數最多的作品。但玩家能跳過《OG》，直接從《OG2》的部分開始遊戲。
若PS2的記憶卡中有本作的存檔，玩《超級機器人大戰OG外傳》時會有追加初期資金的額外獎勵。

## 發售經過
2006年4月22日，在超級機器人大戰15周年紀念活動「鋼的OG祭典」〈日语：）盛大的發表本作製作中。預定同年發售，夏天電視廣告也開始撥放。但之後發售日定在第二年的2007年1月25日，沒趕上在15周年上市。
接著2006年12月14日，發表因諸多原因必需延期發售。詳細理由沒有公開，製作人寺田貴信解釋「許多意外情況和問題接連發生，從今年夏天到冬天的企劃側開發動作不得不暫時中斷」。
2007年3月，電視動畫《超級機器人大戰OG -Divine Wars-》最後一集後的特別廣告發表本作2007年6月28日發售。這次沒有延期，並在上市不到一個月就發表制作續作《超級機器人大戰OG外傳》。

## 劇情簡介
時代是新西曆，人類正式進出宇宙已達兩個世紀，但2次的大型隕石墜落，讓人們的生活依然停留在21世紀初的狀態。
新西曆179年，3號隕石墜落於南太平洋。但它不是顆單純的石頭，而是封有人類未知物質與技術情報的特殊物體。地球連邦政府成立專職研究與管理的「EOTI機關」與「EOT特別審議會」進行秘密調查。之後，EOTI機關的代表「比安博士」提出了研究結果，表示地球有被地球外生命體侵略的危機。作為對抗的力量，人型機動兵器「人型機兵」（Personal Trooper，簡稱「PT」）的研究開始蓬勃發展。
（以上為OG系列故事背景）

但地球人類並非一致對外，握有連邦高權的EOT特別審議會只想自保，私下出賣地球給外星人。這促使比安博士反叛地球連邦，將EOTI機關改組成「神聖十字軍」（日语：ディバイン・クルセイダーズ、通稱DC），以試煉全地球人類的姿態站上舞台。主角（南部響介或伊達隆聖）身為新型PT的測試駕駛與地球連邦軍的一員，投入了這場「DC戰爭」。
DC戰爭以地球連邦的勝利作結，但比安博士預言的外星人「侵略者（日语：エアロゲイター）」不久後開始活動：白星要塞出現在L5宙域，大量無人自動兵器席捲地球各地。一連激戰後，黑鋼號與飛龍改兩艦在地球連邦軍主力的犧牲掩護下突入行星要塞，擊毀要塞中樞「朱迪卡（日语：ジュデッカ）」，成功停止自動兵器的活動，可是掉在南太平洋的「隕石」卻反而開始活動。以朱迪卡被摧毀為發動條件，認定地球文明已達威脅侵略者的幕後勢力「澤·巴爾瑪利帝國（日语：ゼ・バルマリィ帝國）」的等級，隕石開始往L5宙域移動並沿途不停吞噬文明產物與複製兵器來壯大自己，最後在黑鋼號與飛龍改的努力下，在隕石複製朱迪卡前成功將其擊毀。
（以上為《OG》故事簡述）

新西歷187年，「DC戰爭」和「L5戰役」終結的半年後，地球連邦政府的新大總統發表《東京宣言》，對社會大眾公開了地球外知性生命的存在與威脅。隨著連邦軍發佈的《神盾計畫（日语：イージス計画）》，人型機動兵器被大量的開發與量產。但是內憂外患依然接踵而來：DC殘黨佔據了地球搖籃並重組「新生DC（日语：ノイエDC）」、連邦政府發生政變，連邦軍被徹底排斥外星人的鷹派掌握、另一派外星勢力「監察官（日语：インスペクター）」侵犯地球圈、從平行世界來追求戰爭的「影鏡（日语：シャドウミラー）」與將人類判定為「宇宙不需要的存在」的「原生種（日语：アインスト）」也蠢蠢欲動。鋼鐵號與飛龍改四處奔波，保護和平的故事。
（以上為《OG2》故事簡述）

## 參戰作品
- DC戰爭系列／魔裝機神系列
  - 第2次超級機器人大戰
  - 第3次超級機器人大戰
  - 第4次超級機器人大戰／F／F完結篇
- α系列
  - 超級機器人大戰α
  - 超級機器人大戰α外傳
  - 第2次超級機器人大戰α
  - 第3次超級機器人大戰α 終焉之銀河（新參戰）
- COMPACT系列
  - 超級機器人大戰COMPACT2（日语：スーパーロボット大戦COMPACT2）／超級機器人大戰IMPACT（日语：スーパーロボット大戦IMPACT）
  - 超級機器人大戰COMPACT3（日语：スーパーロボット大戦COMPACT3）
- 其他超級機器人大戰系列
  - 新超級機器人大戰（日语：新スーパーロボット大戦）
  - 超級機器人大戰A
  - 超級機器人大戰R （新參戰）
  - 超級機器人大戰Scramble Commander（日语：スーパーロボット大戦Scramble Commander）（新參戰）
- 超級機器人大戰系列動畫作品
  - 超級機器人大戰OG -Divine Wars-（日语：スーパーロボット大戦OG -ディバイン・ウォーズ-）（新參戰）
- 超級機器人大戰系列以外作品
  - SD英雄大戰系列（新參戰）
  - 英雄戰記 奧林匹斯計劃（日语：ヒーロー戦記 プロジェクト オリュンポス）
  - 超級機器人Spirits（日语：スーパーロボットスピリッツ）

### 封面登場機体
括號內為該機體初次登場作品。
- R-1（新超級機器人大戰）
- 古鐵（超級機器人大戰COMPACT2）
- 古倫加斯特（第4次超級機器人大戰）
- 賽巴斯塔（魔裝機神 THE LORD OF ELEMENTAL）
- 超軍神（第2次超級機器人大戰α）

## 遊戲系統
本段落介紹本作新增、變更或獨有的系統。關於基本的系統請參照條目「超級機器人大戰系列的系統」。
本作保留了OG系列特徵的武器換裝和駕駛員育成系統，並追加許多新要素。一部分原本《OG》登場《OG2》卻沒登場的機體，在本作《OG2》章節可以使用。
雙機戰鬥系統
本作採用的全新系統。地圖上前後左右或斜角相鄰的兩台機體，氣力都達到110以上時，會追加「合流」指令。選擇後，兩台機體在地圖上會合併成一個雙機單位。雙機單位的兩台機體（主力機體和輔助機體）能同時攻擊以提升單次攻擊的傷害，使用「雙重精神指令」，並依機體特性獲得額外加成。武器中也只有ALL屬性以及MAP兵器能同時傷害雙機單位的兩臺機體。
雙重攻擊
在《MX》也有採用，「消耗兩倍的彈藥和EN，能同時攻擊相鄰的兩個單位」的攻擊。對應本作的雙機戰鬥系統，武器屬性必須是也能進行全體攻擊的「ALLW」屬性才有可能使用雙重攻擊，最多能同時攻擊四臺敵機（兩個雙機單位）。但相對《OG2》中的「連續攻擊」遭到移除。
特殊彈
本作採用的全新系統。玩家在遊戲中取得「命正率增加、射程下降」等擁有正面或反面的效果的「素材」後，能在中斷畫面將它們組合，開發出可以裝填在實彈系可換裝武器上的「特殊彈」。玩家能幫自己的特殊彈命名，其中特定的素材組合會產生像「目標裝甲值下降」等特殊效果。一把可換裝武器只能裝填一種特殊彈，但可以自由的卸下再裝填。卸下不用的特殊彈也能還原回素材再利用。

## 工作人員
製作人
寺田貴信
じっぱひとからげ
菊池博
總監
早浚真澄
腳本
千住京太郎
寺田貴信
森住惣一郎（MONOLITHSOFT）
原創機體設計
宮武一貴
カトキハジメ（角木肇）
大張正己
大河原邦男
齊藤和衛
青木健太
藤井大誠（レイ・アップ）
大輪充
守谷淳一
富士原昌幸
津島直人
Mがんぢー
射尾卓弥
間垣亮太
高倉武史
八房龍之助
杉浦俊朗
安藤弘
小野聖二
金丸仁
土屋英寛
小林淳
森野健一郎
宝木新太郎
原創人物設計
河野さち子（シー・ピー・トムズ）
Mがんぢー
糸井美帆
歌津義明
八房龍之助
白川紋子

## 主題歌
兩首均為JAM Project作品（2007年8月8日、LACM-4400）。
- OP《Rocks》

作詞、作曲：影山浩宣，編曲：河野陽吾，歌：JAM Project
- ED 《Portal》

作詞、作曲：奧井雅美，編曲：TRY FORCE，歌：JAM Project

## 相關宣傳

### 15周年紀念感謝祭「鋼的OG祭典」
2006年4月在品川的Prince旅館舉辦的超級機器人大戰系列15周年紀念活動「鋼的OG祭典」〈日语：） 。本作的發表也在此活動中進行。大至內容和前一年的「超級機器人感謝祭」相同，以遊戲的新作發表、JAM Project的主題歌發表兼演唱會和來賓的訪談為主軸。另外，也公布了電視動畫《超級機器人大戰OG -Divine Wars-》的製作消息。來賓除了主要聲優外，河野さち子與大張正己等和遊戲製作深深相關的工作人員也設有訪談單元。

### 秘密之宴
2006年7月22日在新宿LOFT/PLUS ONE舉辦機戰史上首次的的Talk Live。製作人寺田貴信、剛被任命為官方部落格執筆者的聲優齊藤梨繪、相澤舞、開發工作人員安藤弘、土屋英寛、總監早浚真澄、模型製造商Volks（ボークス）的鷹尾充輝參與演出。內容包括製作秘辛、戰鬥動畫搶先公開和SRX完全可動人形的合體實際操作。

### C3×HOBBY 2006
在2006年8月19日、20日於幕張展覽館舉辦的「C3×HOBBY Chara Hobby 2006」，本作共舉行了六次舞台活動。由製作人寺田貴信、聲優三木真一郎、冬馬由美、置鯰龍太郎、綠川光和主題歌演唱團體JAM Project上場演出。進行PV上映、訪談與電視動畫《超級機器人大戰OG -Divine Wars-》的主題曲《Break Out》首次發表。

### 電視廣告
第一彈CM
飾演「英格蘭姆·普利斯肯」的聲優古澤徹擔任旁白的版本。
特報60秒CM編
《超級機器人大戰OG -Divine Wars-》最後一集撥完後馬上接著撥放，長達60秒的廣告。
武神装攻編
飾演「桑格·佐沃特」的聲優小野健一擔任旁白的版本。
瓦爾西翁妮翔子炭編
中川翔子cosplay本作中機體「瓦爾西翁妮」進行廣告。

### 陳列競賽
配合本作上市，萬普在日本舉辦了「第二屆 機戰陳列競賽 ～超級機器人大戰OG ORIGINAL GENERATIONS～」〈日语：），從為本作特別佈置且自願參選的183間店家中選出5間進行表揚。

### 預約贈品
對預約首批商品的玩家加贈「Super Robot Wars OG ORIGINAL GENERATIONS Official Perfect File」，為A5大小、共112頁的設定資料集。

## 相關作品

### 電視動畫
超級機器人大戰OG -The Inspector-
2010年10月～2011年4月於日本播放。是將本作的監察官篇改編，重新詮釋的作品。

## 相關商品

### 攻略本
- 超級機器人大戦OG ORIGINAL GENERATIONS 玩家天書〈日语：） ISBN 9784757736580
- 超級機器人大戦OG ORIGINAL GENERATIONS 完美天書〈日语：） ISBN 9784757737709
- 超級機器人大戦OG ORIGINAL GENERATIONS The·完全導覽〈日语：） ISBN 9784840240017
- 超級機器人大戦OG ORIGINAL GENERATIONS 完美導覽〈日语：） ISBN 9784797343380

### 二次創作漫畫
超級機器人大戰OG ORIGINAL GENERATIONS 漫畫選集〈日语：）
2008年4月15日初版、一迅社、DNAメディアコミックス。ISBN 9784758004268
由複數作者二次創作的短篇漫畫合集。
超級機器人大戰OG ORIGINAL GENERATIONS 四格漫王〈日语：）
2008年5月15日初版、一迅社、DNAメディアコミックス。ISBN 9784758004350
由複數作者二次創作的四格漫畫合集。

### CD
超級機器人大戦OG ORIGINAL GENERATIONS 原創音樂專輯
2007年9月5日由Lantis發售，收錄本作使用BGM的原聲CD。

### 週邊商品
日本電視遊樂器週邊製造商HORI，在本作上市的同日推出了附有有本作角色與機體圖案貼紙的PS2用8MB記憶卡。